# Shaki (Syunik)
Pour l’article homonyme, voir Shaki.
Shaki ou Shaqi (en arménien Շաքի) est une communauté rurale du marz de Syunik en Arménie. En 2011, elle compte 1 268 habitants.

## Géographie

### Situation
Shaki est située à 6 km de Sisian et à 98 km de Kapan, la capitale régionale.

### Topographie
L'altitude moyenne de Shaki est de 1 720 m.

### Territoire
La communauté couvre 7 400 hectares, dont :
- 7 165 ha de terrains agricoles ;
- 59 ha de terrains industriels ;
- 16 ha alloués aux infrastructures énergétiques, de transport, de communication, etc. ;
- 4 ha d'aires protégées ;
- 18 ha d'eau[3].

## Politique
Le maire (ou plus correctement le chef de la communauté) de Shaki est depuis 2012 Vahan Ghazaryan.
| Début | Fin      | Nom                  | Parti                       |
| ----- | -------- | -------------------- | --------------------------- |
| 2005  | 2008     | Vahan Ghazaryan      |                             |
| 2008  | 2012     | Vagharshak Arakelyan |                             |
| 2012  | En cours | Vahan Ghazaryan      | Parti républicain d'Arménie |

## Économie
L'économie de la communauté repose principalement sur l'agriculture.

## Démographie
| 2001  | 2008  | 2011  |
| ----- | ----- | ----- |
| 1 390 | 1 603 | 1 268 |